# Anthidium sanguinicaudum
Anthidium sanguinicaudum är en biart som beskrevs av Schwarz 1933. Anthidium sanguinicaudum ingår i släktet ullbin, och familjen buksamlarbin. Inga underarter finns listade i Catalogue of Life.